# Podhorany (Prešov)
Podhorany (slowakisch 1927–1948 „Hažgut“ – bis 1927 „Hažgút“; deutsch Hassgut, ungarisch Ásgút) ist eine Gemeinde im Osten der Slowakei mit 890 Einwohnern (Stand 31. Dezember 2024) im Okres Prešov, einem Teil des Prešovský kraj und wird zur traditionellen Landschaft Šariš gezählt.

## Geographie

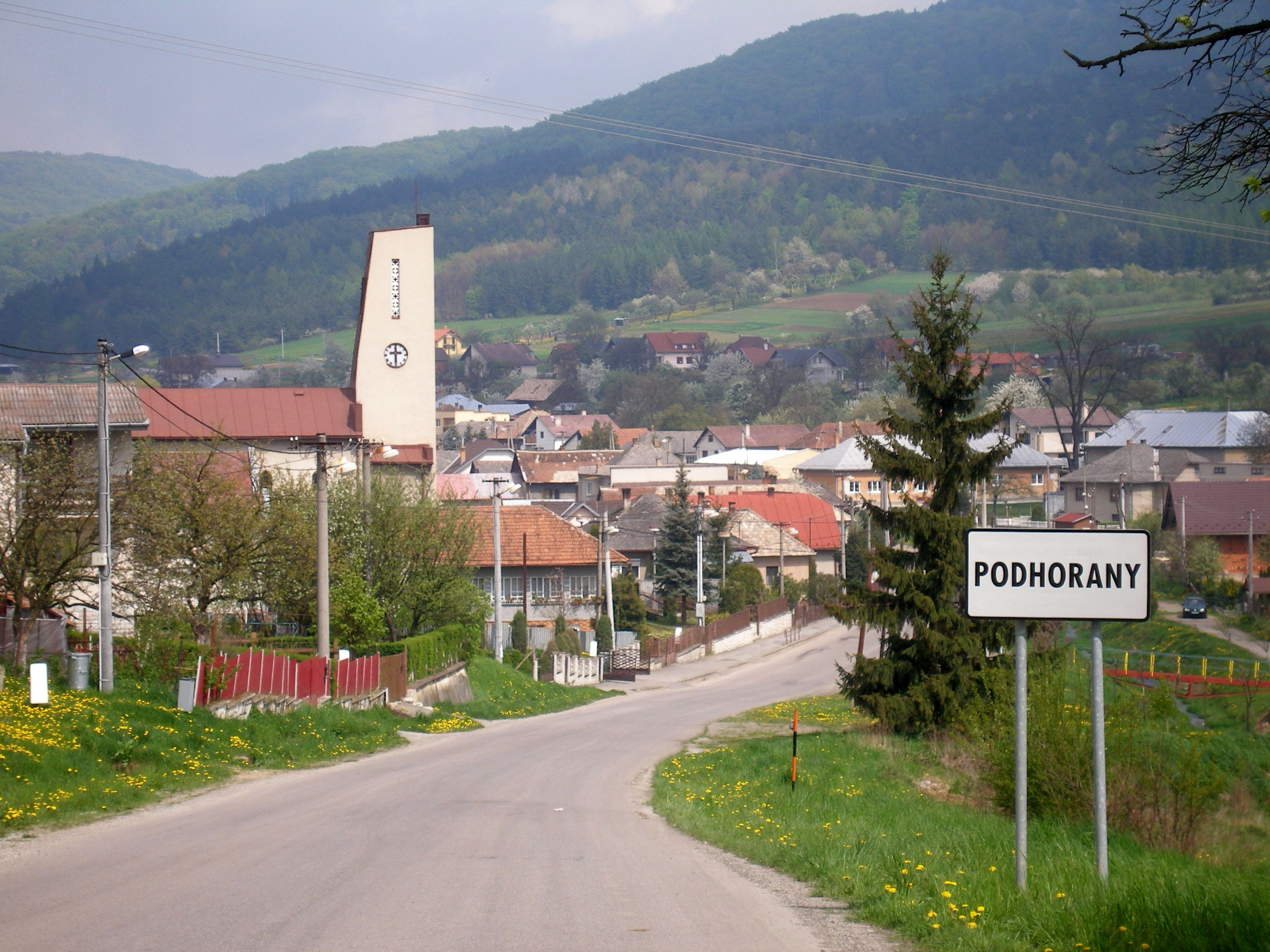
Gesamtansicht von Podhorany

Die Gemeinde befindet sich am südlichen Rande der Niederen Beskiden in einer leicht hügeligen Landschaft am Bach Dlhý potok (Flusssystem Sekčov). Das Ortszentrum liegt auf einer Höhe von 340 m n.m. und ist 14 Kilometer von Prešov entfernt.
Nachbargemeinden sind Lopúchov im Norden, Chmeľovec im Osten, Nemcovce im Südosten, Kapušany im Süden und Fulianka und Tulčík im Westen.

## Geschichte
Der Ort wurde im 12. Jahrhundert von ungarischen Grenzwächtern gegründet und wurde zum ersten Mal 1283 als Asguth schriftlich erwähnt. Am Anfang des 19. Jahrhunderts teilte sich die Gemeinde in Orte Nižný Hažgut und Vyšný Hažgut (damals ungarisch Alsóásgút beziehungsweise Felsőásgút), die 1902 wieder fusionierten. 1828 zählte man für beide Orte insgesamt 30 Häuser und 252 Einwohner, die vorwiegend in der Landwirtschaft und als Leineweber beschäftigt waren.
Bis 1918 gehörte der im Komitat Scharosch liegende Ort zum Königreich Ungarn und kam danach zur Tschechoslowakei beziehungsweise heute Slowakei. 1948 wurde er aus nationalpolitischen Gründen in Podhorany (bedeutet etwa „Dorf unterhalb eines Bergs“) umbenannt.

## Bevölkerung
| Jahr                | 1994 | 2004     | 2014     | 2024     |
| ------------------- | ---- | -------- | -------- | -------- |
| Anzahl der Personen | 610  | 685      | 778      | 890      |
| Unterschied         |      | +12,29 % | +13,57 % | +14,39 % |

| Jahr                | 2023 | 2024    |
| ------------------- | ---- | ------- |
| Anzahl der Personen | 878  | 890     |
| Unterschied         |      | +1,36 % |

Nach der Volkszählung 2011 wohnten in Podhorany 737 Einwohner, davon 709 Slowaken und ein Tscheche. 27 Einwohner machten diesbezüglich keine Angabe. 659 Einwohner bekannten sich zur römisch-katholischen Kirche, 30 Einwohner zur evangelischen Kirche A. B. und 14 Einwohner zur griechisch-katholischen Kirche. Sechs Einwohner waren konfessionslos und bei 28 Einwohnern wurde die Konfession nicht ermittelt.

## Bauwerke
- römisch-katholische Kirche St. Aloysius Gonzaga